# ويد فوكس
ويد فوكس (بالإنجليزية: Wade Fox) هو عالم حيوانات أمريكي، ولد في 1920 في Hiltons, Virginia ‏ في الولايات المتحدة، وتوفي في 20 سبتمبر 1964 بسبب نوبة قلبية.